# Rudolf Seitz (Kunstpädagoge)
Rudolf Seitz (* 26. November 1934 in München; † 26. April 2001 ebenda) war ein Kunstpädagoge aus Bayern.

## Leben

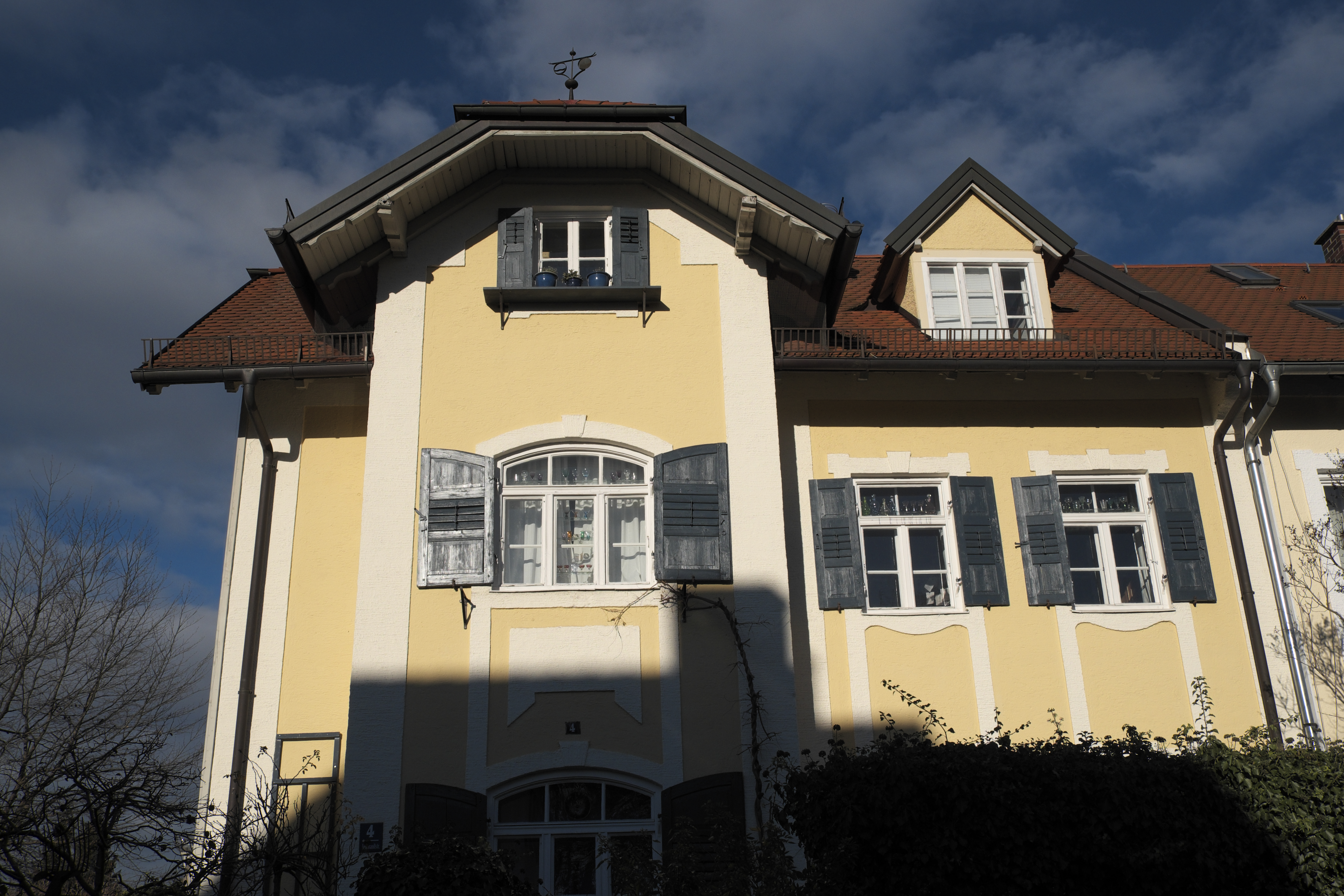
Rembrandtstraße 4 in Pasing

Nach dem Abitur 1954 studierte Seitz an der Akademie der Bildenden Künste Malerei, Grafik, Keramik und Lehramt sowie Philosophie, Pädagogik, Theologie und Psychologie an der Ludwig-Maximilians-Universität in München. 1958 legte er das erste, 1960 das zweite Staatsexamen für das Lehramt Kunsterziehung an Gymnasien ab und war im Anschluss bis 1966 in München als Gymnasiallehrer für Kunsterziehung tätig. Von 1966 bis 1974 war er als Dozent an der Pädagogischen Hochschule, später an der Ludwig-Maximilians-Universität tätig. An letzterer war er von 1974 bis 1996 als Lehrstuhlinhaber für Kunsterziehung und Kunstpflege tätig und während dieses Zeitraums von 1982 bis 1988 auch Präsident der Akademie der Bildenden Künste.
Seitz betrieb langjährige Forschungsstudien im Bereich der bildnerisch-ästhetischen Elementarerziehung und gründete die Schule der Phantasie. Zum Thema ästhetische Elementarbildung veröffentlichte er zahlreiche Bücher.
1997 verliehen ihm die Münchner Turmschreiber den Bayerischen Poetentaler.
Rudolf Seitz lebte bis zu seinem Tod im Haus Rembrandtstraße 4 in Pasing im Münchner Westen, wo sich heute das Rudi-Seitz-Archiv befindet.